# Artyčok

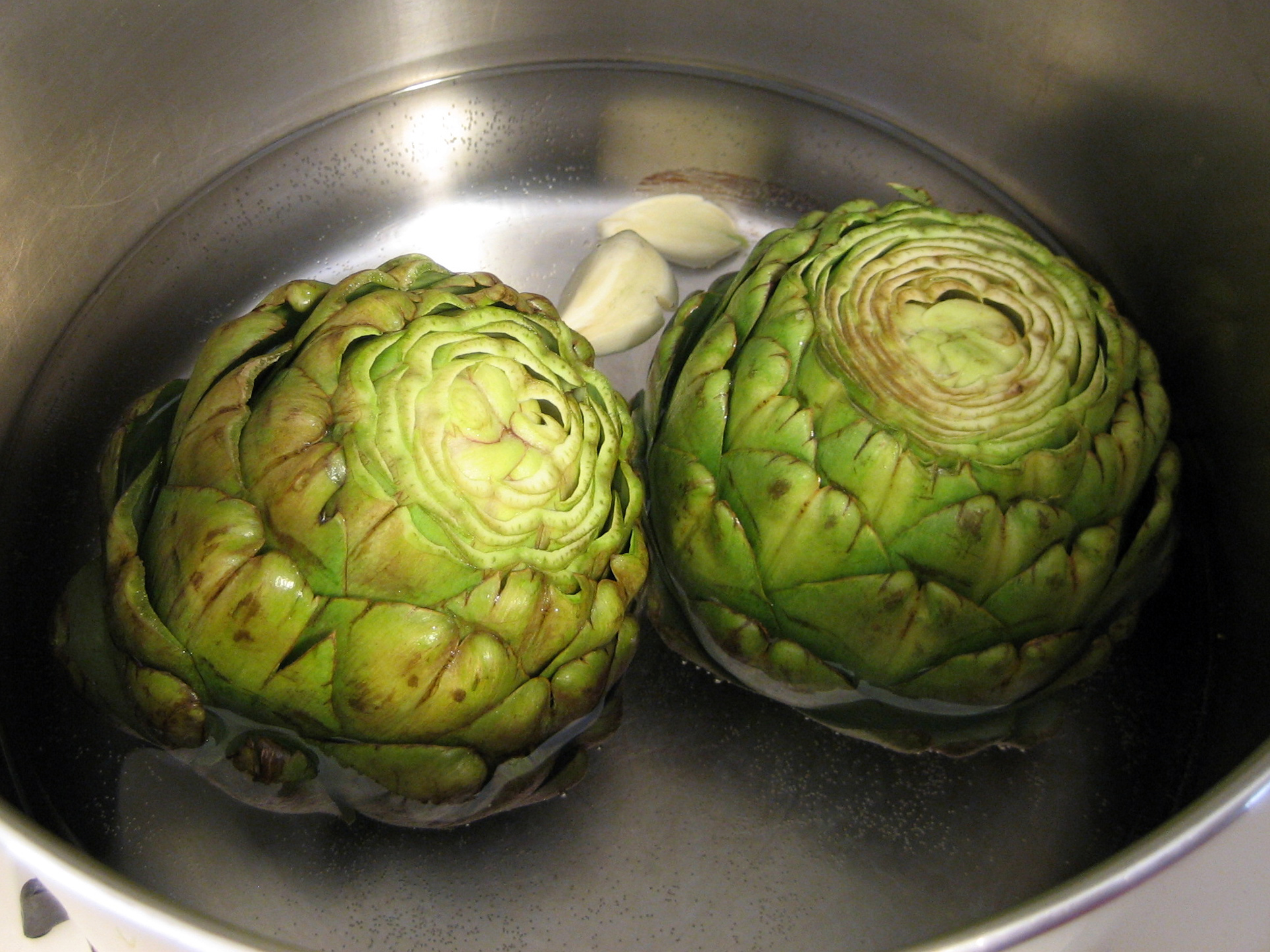
Vařící se artyčoky

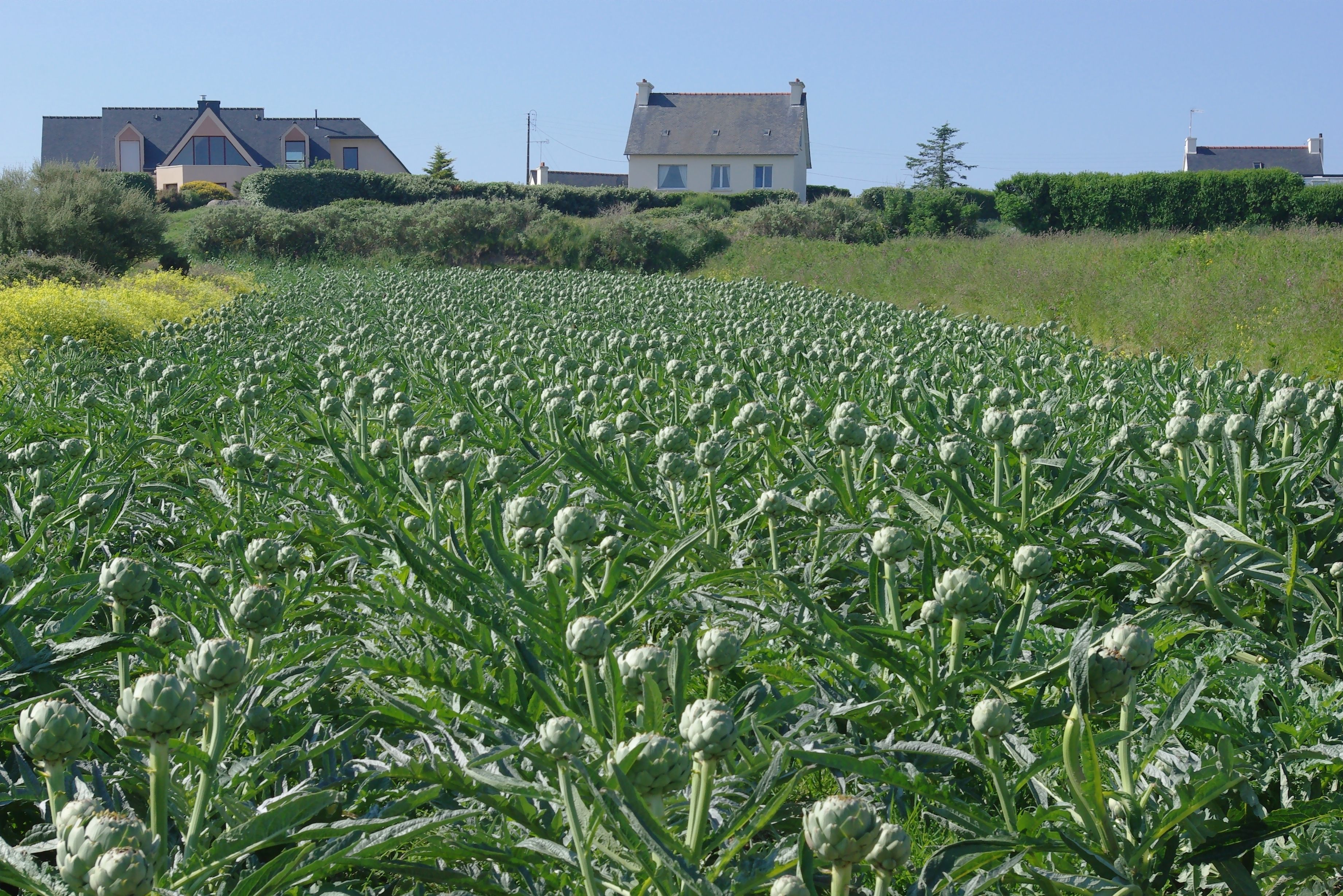
Pole s artyčoky

Artyčok (Cynara) je rod teplomilných víceletých rostlin, který svým vzhledem připomínají bodlák, s nímž je příbuzný. Jeho ušlechtilý druh artyčok kardový (Cynara cardunculus var. scolymus) se pěstuje jako potravina.

## Popis
Lodyha přesahuje jeden metr. Přízemní listy rostou v růžici, jsou lodyžní, střídavé, velké, šťavnaté, široce vejčité, peřenoklané. Plodem je nažka. Z původního planého artyčoku byly vyšlechtěny dva typy kulturních rostlin, artyčok, pěstovaný pro jedlé květní úbory, a kardus čili španělský artyčok, u něhož se jedí stonky a listy.

## Oblast výskytu
Artyčoku se daří v teplejších oblastech, ve kterých se pěstuje vinná réva, protože nesnáší mrazy pod −10 stupňů Celsia.
Bylina pochází ze Středomoří, kde se pěstuje pro nedozrálé úbory, používané jako zelenina.

## Pěstování
Půda určená pro artyčoky musí být bohatá na živiny, hluboko propracovaná a dostatečně vlhká. Rozmnožovat se mohou vegetativně odnožemi nebo jednodušeji semenem. Semena vyséváme začátkem března do truhlíčků nebo do pařeniště a později přesazujeme do květináčků. V druhé polovině května vysazujeme dostatečně silné a otužilé rostlinky do volné půdy na vzdálenost 1 × 1 m. Během růstu rostliny často okopáváme, zbavujeme plevele a přihnojujeme.
Seřezáváme a sklízíme dosud nerozkvetlé květní úbory, které mají mohutné vyvinuté masité lůžko a dužnaté zákrovní listeny. Odkvetlé stonky uřežeme u země, dlouhé listy zkrátíme a rostlinu na zimu obložíme listím a přikryjeme smrkovým chvojím.

## Využití
Artyčok patří k nejlepším léčivům na játra a žlučník. Zvyšuje tvorbu žluči a také její vylučování, podporuje detoxikační činnost jater a vylučování škodlivin močí. Snižuje hladinu krevního cukru a je vhodným doplňkovým léčivem při diabetu. Zabraňuje ukládání cholesterolu v cévách. Má také výrazné protialergické účinky, což se dobře uplatňuje při léčbě různých ekzémů. Podporuje produkci trávicích enzymů ve slinivce a je také doporučována při poruchách její funkce. Celkově zlepšuje trávení a látkovou výměnu.
Jedinou kontraindikací může být těžká porucha ledvin, jinak žádné vedlejší účinky nejsou známy.
Z čajových forem je nejúčinnější odvar, získaný asi dvouminutovým vařením drogy. Podává se čtyřikrát denně jeden šálek. Velmi dobrý účinek má odvar čerstvého kořene artyčoku ve víně. Je to lék velice starý, který kromě již popsaných účinků také odstraňuje nepříjemný pach těla, především v podpaží, jak popisuje už Mattioli. Odvar se připravuje následovně: osmdesát gramů čerstvého kořene se zalije 1 litrem červeného, nekonzervovaného vína a nechá se krátce přejít varem. Po pomalém vychladnutí se uloží do chladna, ovšem ne do chladničky. Užívá se 3krát denně jedna polévková lžíce po dobu 15 dní, pak se udělá 14 dní přestávka a opět se 15 dní užívá. Celá kúra trvá 44 dní. Z artyčoků se dokonce vyrábějí alkoholické i nealkoholické nápoje.

## Obsah
Cynarin, flavonoidy, slizy, vláknina, organické kyseliny, hořčiny, třísloviny, inulin, tanin, organické soli, vitamíny A a B, flavony a další účinné látky.